# Drome (marine)
Pour les articles homonymes, voir Drome.
L'ensemble des embarcations à bord d'un navire militaire constitue la drome de ce bâtiment.
On peut distinguer selon le type du navire et son importance :
- les embarcations servant à assurer les communications du bâtiment avec la terre : vedettes, canots, youyous, chaloupes et baleinières ;
- les embarcations pneumatiques utilisées pour des liaisons rapides, la surveillance, le sauvetage en mer ;
- les radeaux pneumatiques de sauvetage ;
- sur certains navires amphibies, les chalands de débarquement.